# (38718) 2000 QW121
2000 QW121 (asteroide 38718) é um asteroide da cintura principal. Possui uma excentricidade de 0.16794260 e uma inclinação de 5.53227º.
Este asteroide foi descoberto no dia 25 de agosto de 2000 por LINEAR em Socorro.